# Anderson Jones
Anderson Jones (ur. 1969 – zm. 24 czerwca 2007) – amerykański krytyk filmowy witryny "E!" oraz CNN i TNT. Przez dłuższy czas cierpiał na problemy zdrowotne. Zmarł na atak serca w trakcie promocyjnego pokazu filmu „A Mighty Heart" Michaela Winterbottoma z Angeliny Jolie. Miał 38 lat. 